# Aleš Čeh
Aleš Čeh, slovenski trener in nekdanji nogometaš, * 7. april 1968, Maribor.

## Življenjepis
Čeh je bil član t. i. »zlate generacije« slovenskega nogometa, s katero se je uvrstil na Evropsko prvenstvo v nogometu 2000 in na Svetovno prvenstvo v nogometu 2002.
Svojo nogometno pot je začel v mladinskih vrstah kluba NK Slovan. Člansko kariero je nadaljeval v mestnem tekmecu NK Olimpija, od koder je leta 1992 odšel v avstrijski drugoligaški klub Grazer AK. Tam se je razvil v dobrega veznega igralca in postal zelo priljubljen med navijači. Kmalu je zaradi dobre igre postal tudi stalni član Slovenske nogometne reprezentance. GAK je tudi s pomočjo Čeha leta 1995 spet prišel v prvo avstrijsko ligo. Največji uspeh je klub dosegel leta 2000 in 2002, ko je osvojil avstrijski pokal in superpokal. Spomladi leta 2003 je Čeh zapustil graški klub in prestopil v NK Maribor, kjer je ostal do zime 2004. 
Pozimi 2004 se je vrnil v Avstrijo, tokrat v klub LASK Linz, za katerega je igral od pomladi 2005 do poletja 2006.
Poleti leta 2006 se je vrnil v svoj prvi klub, NK Olimpija, kjer je končal svojo nogometno pot in začel tudi z delom kot trener mladinske vrste. Od 3.januarja 2013 pa je pomočnik selektorju članske izbrane vrste Srečku Katancu.Tudi njegov sin Tim Čeh je nogometaš,ki trenutno igra za NK Krško.

### Reprezentančni goli
| # | Datom          | Stadion                               | Nasprotnik | Rezultat | Izid tekme | Tekmovanje         |
| - | -------------- | ------------------------------------- | ---------- | -------- | ---------- | ------------------ |
| 1 | 12. junij 1995 | Estadio Héroe de Nacozari, Hermosillo | Mehika     | 1-1      | 1-2        | Prijateljska tekma |

## Dosežki

#### Olimpija Ljubljana
- Prva liga: 1991-92
- Slovenski nogometni pokal:

- Podprvak: 1991/92

#### GAK
- ÖFB-pokal: 2000, 2002
- Avstrijski nogometni superpokal: 2000, 2002

#### Maribor
- Slovenski nogometni pokal: 2003/04